# Комісаренко Сергій Васильович
Сергій Васильович Комісаренко (нар. 9 липня 1943, Уфа, Башкортостан) — український науковець, державний та політичний діяч, дипломат. Академік-секретар Відділення біохімії, фізіології і молекулярної біології НАН України. Директор Інституту біохімії ім. О. В. Палладіна НАН України. Дійсний член (академік) Національної академії наук України (імунологія, 1991 р.), дійсний член (академік) Національної академії медичних наук України (імунологія, 1993 р.). Доктор біологічних наук (зі спеціальності молекулярна біологія, біохімія), професор (біохімія).

## Хронологія життя
Сергій В. Комісаренко народився 9 липня 1943 року в місті Уфа, Башкортостан у роки евакуації, в сім'ї видатного українського вченого і громадського діяча — академіка АН УРСР та АМН України В. П. Комісаренка — засновника Інституту ендокринології та обміну речовин НАМН України (1965), який зараз має його ім'я. Закінчив українсько-англійську школу № 92 в місті Києві, потім — Київський медичний інститут (1966) з відзнакою (лікувальний факультет), аспірантуру Інституту біохімії АН УРСР (1966—1969). Одночасно, з 1963 по 1964 працював фельдшером на Київській міській станції швидкої медичної допомоги, навчався на механіко-математичному факультеті Київського університету ім. Т. Г. Шевченко (1964—1966) та на курсах французької мови (1966—1969). З 1969 — працював в Інституті біохімії ім. О. В. Палладіна АН України — молодшим, старшим науковим співробітником, вченим секретарем, завідувачем лабораторії, завідувачем відділу. У 1974—1975 — проходив стажування в Інституті Пастера в Парижі.  У 1975 році заснував лабораторію імунохімії, яка в 1982 році була перетворена у відділ молекулярної імунології Інституту біохімії АН УРСР, яким він керує дотепер. 1981 — працював в Нью-Йоркському протираковому центрі ім. Слоан-Кеттерінга. З 1989 по 1992 та з 1998 — директор Інституту біохімії ім. О. В. Палладіна АН України.
У 1990—1991 — Заступник Голови Ради Міністрів УРСР. З 1991 до 04.1992 — віцепрем'єр-міністр України з гуманітарних питань. З травня 1992 до лютого 1998 — перший Надзвичайний і Повноважний Посол України у Великій Британії та Ірландії (1995—1998).
У квітні 1998  р. був знову обраний директором Інституту біохімії ім. О. В. Палладіна НАН України. З квітня 2004 — член Президії Національної академії наук України та Академік-секретар Відділення біохімії, фізіології і молекулярної біології НАН України. У квітні 2018 — переобраний директором Інституту біохімії ім. О. В. Палладіна НАН України.
Наукова діяльність
З ім'ям С. В. Комісаренка пов'язано створення, становлення та активний розвиток молекулярної імунології у нашій державі. По суті, в Україні він є засновником цієї винятково актуальної галузі, яка з'явилася на стику біохімії, молекулярної біології, імунології та медицини. Основні фундаментальні досягнення вченого пов'язані з імунохімічним дослідженням антигенної структури пептидів і білків. С. Комісаренко разом з учнями першим у колишньому Радянському Союзі розпочав вивчення імунохімічної структури цих сполук, зокрема з використанням методів імуноензимології та проточної щитофлуометрії, ввів у дослідження гібридомну техніку одержання моноклональних антитіл.
Наукова діяльність С. В. Комісаренка має велике науково-практичне значення. У 1979 р. за імунохімічне дослідження білків молока вченому присуджено Державну премію УРСР. Під його безпосереднім керівництвом було проведено унікальне дослідження стану імунітету у людей, які працювали після аварії на Чорнобильській АЕС. За допомогою найсучасніших методів наприкінці 1986 та у 1987 р. дослідники вперше у світі з'ясували і довели (всупереч тогочасній офіційній позиції), що низькі дози радіації істотно пригнічують систему «природного імунітету», який відповідає за протипухлинний і противірусний захист в організмі людини. Саме Сергій Васильович ввів в обіг термін «Чорнобильський СНІД».
Під керівництвом Сергія Комісаренка ґрунтовно вивчено біологічну дію фосфорорганічних комплексів — бісфосфонатів, виявлено протипухлинну та імуномодулювальну активність такої сполуки, як метилен-бісфосфонова кислота. На основі останньої було розроблено лікувальний препарат «Мебіфон», який успішно пройшов клінічне випробування і випускається фармацевтичною фірмою ФАРМАК. Він також запропонував новий препарат «Мебівід» на основі бісфосфонатів та похідних вітаміну D (в першу чергу для лікування остеопорозу). Під його керівництвом останнім часом розроблено методи імунодіагностики порушень системи гемостазу з використанням моноклональних та одноланцюгових антитіл, проводиться пошук речовин, що впливають на полімеризацію фібрину та на фібриноліз, а також сучасних матеріалів із суттєвою кровоспинною дією та антитромботичними властивостями. Методами генної інженерії створено бібліотеку рекомбінантних одноланцюгових антитіл людини (потужністю 10 мільярдів специфічностей) та миші, що стали основою колекції моноклональних та рекомбінантних антитіл, які увійшли до Національного надбання України.
Науково-педагогічна діяльність:
У 1978—1986 роках Сергій Комісаренко керував республіканською міжвідомчою науковою програмою з імунології «Механізми імуностимуляції», був організатором Республіканських шкіл з молекулярної імунології, читав курс лекцій з імунохімії в Київському державному університеті (1975—1984) та з молекулярної імунології — в Київському відділенні Московського фізико-технічного інституту (1982—1991). Наразі (від 2002) С. В. Комісаренко є керівником відділення «Біотехнологія» кафедри біохімії Навчально-наукового центру «Інститут біології і медицини» Київського національного університету імені Тараса Шевченка.
Серед його учнів — один академік та два члени-кореспонденти НАН України, 5 докторів і 18 кандидатів наук.
Державна та дипломатична діяльність
У липні 1990 року Верховна Рада УРСР обрала С. В. Комісаренка заступником голови Ради Міністрів УРСР. На цій посаді та на посаді Віцепрем'єр-міністра України з гуманітарних питань він працював до квітня 1992 року. Брав активну участь або ініціював розробку перших Законів України з гуманітарних питань, зокрема про освіту, національні меншини, свободу совісті, пресу і засоби масової інформації, пенсії; ініціював прийняття Закону про боротьбу із СНІДом, організував та очолив урядову комісію по боротьбі із СНІДом, організував Державний комітет по боротьбі із СНІДом. Він був головою низки урядових комітетів та комісій: з відзначення трагедії у Бабиному Яру (1990—1991) і відповідав за візит Президента США Дж. Буша до Києва (1991); з проведення Першого конгресу українців (1991—1992); з гуманітарної допомоги (1990—1992); урядової протиепідемічної комісії тощо. Він був ініціатором відновлення Києво-Могилянської Академії, передачі приміщення Музею Леніна Українському Дому, організації музею Івана Гончара, передачі собору Святого Юра легалізованій Українській Греко-Католицькій Церкві, нагородження колективу митців під керівництвом С. Параджанова Державною премією України імені Тараса Шевченка за створення фільму «Тіні забутих предків», впорядкування місця трагедії у Бабиному Яру, передачі будинку театру ляльок (синагоги Бродського) — єврейській громаді та Олександрівського костьолу — Католицькій церкві тощо. З набуттям Україною незалежності, він висловив Екзарху України Філарету ідею створення Помісної Української Православної Церкви (1991).
У травні 1992 року С. В. Комісаренко був призначений першим Послом України у Великій Британії, а з 1995 року — і в Ірландії (за сумісництвом). Працюючи Послом, він максимально сприяв розвиткові двосторонніх україно-британських стосунків: ініціював вступ України до директорату Європейського банку реконструкції та розвитку (1993 р.), Міжнародної морської організації (1995 р.) ІНМАРСАТу та Міжнародної організації з цукру, штаб-квартири яких знаходяться у Лондоні. Організував заснування у Лондоні благодійного фонду допомоги чорнобильцям (1993 р.) та Британо-Української торговельної палати (1997 р.), безкоштовну передачу Україні (1995 р.). Британської Антарктичної станції «Фарадей» (зараз «Академік Вернадський». Ще в 1994—1996 рр. він пропонував керівникам України організувати за підтримкою уряду Великої Британії серед країн Європи та США своєрідний план «Маршалла» для України і проводив цю ідею серед британського істеблішменту. Посол С.Комісаренко успішно лобіював підтримку Британською делегацією прийняття України до Ради Європи, ратифікацію Британським парламентом Угоди про співробітництво між Україною та Європейським союзом тощо. Завдячуючи його успішній дипломатичній діяльності, Україна безкоштовно отримала у Британії три будинки (два — в Лондоні і один — в Единбурзі) та було дуже вигідно придбано приміщення для Посольства України, що надало можливість заощадити кілька мільйонів фунтів стерлінгів для нашої країни.
У 2004 році Сергій Комісаренко був кандидатом на пост Президента України.
Громадська діяльність
Академік Комісаренко активно займається громадською та доброчинною діяльністю. Його обрано: першим заступником Голови Української Ради миру (1999), Президентом Українського біохімічного товариства (1999), Президентом Українського Інституту миру і демократії (2000), Президентом благодійної організації інвалідів «Спеціальна Олімпіада України» (2002), Головою Наглядової ради Міжнародного фонду Національної пам'яті України (2007), Почесним членом та членом Ради директорів Британо-української торговельної палати, членом Президії Національної академії медичних наук України (2010), Президентом Української асоціації з біобезпеки (2013), членом Наглядової ради найбільшого в світі центру геноміки — Пекінського інституту геноміки (2017). Указами Президента України у вересні 2007 року, у червні 2009 року та у листопаді 2017 року С. В. Комісаренка призначено Головою Комісії з біобезпеки та біологічного захисту при Раді Національної безпеки і оборони України. Багато уваги він приділяє проблемам зменшення біозагроз в Україні: щорічно регулярно організовує міжнародні конференції і семінари з проблем біобезпеки і біозахисту, а з 2005 року — очолює делегацію України на зустрічах експертів держав-учасниць Конвенції із заборони біологічної і токсинної зброї та на зустрічах Австралійської групи (експортного контролю). Фактично, він є головним вітчизняним експертом з питань біобезпеки в Україні.
Він є головним редактором наукових часописів «Ukrainian Biochemical Journal» та «Biotechnologia Acta», членом редколегій міжнародного журналу «Європа» (Польща) та журналу з імунофармакології (Італія), представником України у Раді Міжнародного союзу біохіміків і молекулярних біологів (IUBMB), Федерації європейських біохімічних товариств (FEBS) та міжнародного товариства імунофармакологів (США). Йому належить ідея встановлення у 1986 році від імені Академії наук УРСР пам'ятника І. Мечникову в Інституті Пастера в Парижі (пам'ятник роботи В. Зноби встановлено у Парижі у лютому 1986 року).

## Нагороди
- Орден Свободи (23 серпня 2018) — за значний особистий внесок у державне будівництво, соціально-економічний, науково-технічний, культурно-освітній розвиток України, вагомі трудові здобутки та високий професіоналізм[1]
- Орден князя Ярослава Мудрого III ст. (5 лютого 2021) — за визначний особистий внесок у здійснення наукової діяльності в Антарктиці та з нагоди 25-річчя української антарктичної станції «Академік Вернадський»[2]
- Орден князя Ярослава Мудрого IV ст. (2006)[3]
- Орден князя Ярослава Мудрого V ст. (30 листопада 2005) — за вагомий особистий внесок у розвиток вітчизняної науки, впровадження її досягнень у виробництво, підготовку висококваліфікованих кадрів[4]
- Орден «За заслуги» I ст. (24 серпня 2013) — за значний особистий внесок у державне будівництво, соціально-економічний, науково-технічний, культурно-освітній розвиток України, вагомі трудові здобутки та високий професіоналізм[5]
- Орден «За заслуги» II ст. (26 листопада 1998) — за вагомий особистий внесок у розвиток наукових досліджень, зміцнення науково-технічного потенціалу України та з нагоди 80-річчя Національної академії наук України[6]
- Почесна відзнака Президента України (22 серпня 1996) — за визначні досягнення у праці, що сприяють економічному, науково-технічному і соціально-культурному розвиткові України, зміцненню її державності і міжнародного авторитету, та з нагоди п'ятої річниці незалежності України[7]
- Відзнака Президента України — ювілейна медаль «25 років незалежності України» (22 серпня 2016) — за значні особисті заслуги у становленні незалежної України, утвердженні її суверенітету та зміцненні міжнародного авторитету, вагомий внесок у державне будівництво, соціально-економічний, культурно-освітній розвиток, активну громадсько-політичну діяльність, сумлінне та бездоганне служіння Українському народу[8]
- Заслужений діяч науки і техніки України (26 червня 2008) — за вагомий особистий внесок у розвиток конституційних засад української державності, багаторічну сумлінну працю, високий професіоналізм та з нагоди Дня Конституції України[9]
- Державна премія УРСР у галузі науки і техніки (1979)
- Почесна Грамота Верховної Ради України (2003)
- Почесна Грамота Кабінету Міністрів України (2003, 2013)
- Премія Кабінету Міністрів України (2017)
- Премія НАН України ім. О. В. Палладіна (2002)
- Премія НАН України ім. І. І. Мечникова (2012)
- Почесний громадянин міста Києва (2019)
- Орден «Дружба» — найвища нагорода КНР для іноземців (2012)

## Почесні відзнаки
- Почесний доктор Кінгстонського Університету (1997),
- Почесний доктор Північно-Лондонського Університету (1997),
- Почесний професор Одеського національного університету ім. І. І. Мечникова (2010),
- Почесний професор Інституту мікробіології і імунології ім. І. І. Мечникова НАМН України (2011),
- Почесний член Польського біохімічного товариства (2011),
- Почесний член Всесвітньої організації імунопатологів (2013).

## Наукові праці
- Монографії: «Радиация и иммунитет человека», Київ, 1994; «Структура і біологічна активність бактеріальних біополімерів», Київ, 2003; «Молекулярные механизмы образования и разрушения фибрина», Киев, 2013; «Biochemistry and Biotechnology for Modern Medicine», 2013; «Наноразмерные системы и наноматериалы», Киев, 2014; «Біобезпека під час біологічних досліджень», Київ, 2019 та «Застосування імуноензимних методів для лабораторної діагностики загрози внутрішньосудинного тромбоутворення», Київ, 2019. Він є головним редактором видання українською мовою найбільш відомого в світі підручника з біохімії «Основи Біохімії» за Ленінджером, Львів, 2015, Комісаренко С. Світова коронавірусна криза. Київ: ЛАТ&Л, 2020. 120 с.
- Він є автором понад 500 наукових статей та понад 80 національних і міжнародних патентів і винаходів, а також численних статей з політики і культури України. Вибрані статті: 1. Lugovskoi E.V., et al., Komisarenko S.V.  A neoantigenic determinant in coiled coil region of human fibrin β-chain.  Thrombosis Research, 2009, 123, p. 765-770. 2. Lugovskoy EV, et al., Komisarenko SV. Calix[4]arene methylenebisphosphonic acids as inhibitors of fibrin polymerization. FEBS Journal, 2011, 278, № 8 p. 1244-51. 3. Gergalova G., et al., Komisarenko S., Skok M. Mitochondria Express α7 Nicotinic Acetylcholine Receptors to Regulate Ca2+ Accumulation and Cytochrome c Release: Study on Isolated Mitochondria // PLoS ONE. — 2012. — Vol. 7, Issue 2. — e31361. — (8 p.). 327. 4. Kalashnyk O., et al., Komisarenko S., Skok M. Expression, function and cooperating partners of protease-activated receptor type 3 in vascular endothelial cells and B lymphocytes studied with specific monoclonal antibody // Molecular Immunology. — 2013. — Vol. 54, N 3-4. — P. 319—326. 5. Gergalova G., Lykhmus O., Komisarenko S., Skok M. α7 Nicotinic acetylcholine receptors control cytochrome c release from isolated mitochondria through kinase-mediated pathways // Int J Biochem Cell Biol. — 2014 — V. 49. — P. 26-31. 6. Chernyshenko V., et al., Komisarenko S. Fibrin(ogen)olytic and platelet modulating activity of a novel protease from the Echis multisquamatis snake venom // Biochimie. — 2014. — Vol. 105.  P. 76-83. 7. Chernyshenko V.O., et al., Komisarenko S.V. Calix[4]arene C-145 Effects on Plasma Haemostasis. // Pharm Anal Acta. — 2015.- Vol. 6, N8, — p. 406-410. doi:10.4172/21532435.1000406. 8. Lykhmus O, Koval L, Pastuhova D, Zouridakis M, Tzartos S, Komisarenko S, Skok M. The role of carbohydrate component of recombinant α7 nicotinic acetylcholine receptor extracellular domain in its immunogenicity and functional effects of resulting antibodies. Immunobiology. 2016 Dec; 221(12):1355-1361, doi: 10.1016/j.imbio.2016.07.012. 9. Lykhmus O., et al., Komisarenko S., Skok M. Mesenchymal stem cells or interleukin-6 improve episodic memory of mice lacking α7 nicotinic acetylcholine receptors // Neuroscience. — 2019. N 413. — P. 31-44.